# Melanomya serva
Melanomya serva är en tvåvingeart som först beskrevs av Walker 1853.  Melanomya serva ingår i släktet Melanomya och familjen spyflugor. Inga underarter finns listade i Catalogue of Life.